# Тернавська волость (Ізяславський повіт)
Тернавська волость — адміністративно-територіальна одиниця Ізяславського повіту Волинської губернії з центром у селі Тернавка.
Наприкінці ХІХ ст. до складу волості увійшли більшість поселень ліквідованої Поляхівської волості, натомість поселення Васьківчики було передане до складу Новосільської волості.
Станом на 1886 рік складалася з 6 поселень, 6 сільських громад. Населення — 4737 осіб (2437 чоловічої статі та 2300 — жіночої), 731 дворових господарств.
|                     | Площа, десятин | У тому числі орної, десятин |
| ------------------- | -------------- | --------------------------- |
| Сільських громад    | 5578           | 4319                        |
| Приватної власності | 2516           | 1638                        |
| Іншої власності     | 244            | 170                         |
| Загалом             | 8338           | 6127                        |

Поселення волості:
- Тернавка — колишнє власницьке село, 1178 осіб, 181 двір, волосне правління; православна церква, школа, постоялий будинок, лавка, водяний млин, вітряк.
- Васьківчики — колишнє власницьке село, 535 осіб, 97 дворів, православна церква, школа, постоялий будинок, вітряк.
- Кропивна — колишнє власницьке село, 445 осіб, 82 двори, православна церква, школа, постоялий будинок.
- Сморшки — колишнє власницьке село, 731 особа, 135 дворів, православна церква, школа, постоялий будинок, лавка, водяний млин, вітряк.
- Сухужинці — колишнє власницьке село, 662 особи, 119 дворів, православна церква, школа, постоялий будинок, водяний млин, вітряк.
- Христівка — колишнє власницьке село, 750 осіб, 117 дворів, кладовищенська православна церква, школа, постоялий будинок, водяний млин, кінський завод.